# Frank Villard
Frank Villard, pseudonimo di François Drouinaud (Saint-Jean-d'Angély, 24 marzo 1917 – Ginevra, 19 settembre 1980), è stato un attore francese, attivo in teatro, nel cinema e in televisione.

## Biografia
Iniziò a lavorare nel mondo del cinema come pittore e decoratore dei set, ma a partire dal 1941 intraprese la carriera di attore caratterista, che porterà avanti fino al 1979, con un'ultima parentesi dedicata al piccolo schermo. 
Apparso in molte produzioni a carattere internazionale negli anni cinquanta e sessanta, ebbe l'opportunità di lavorare accanto ad attori del calibro di Jean Gabin, Bernard Blier e Paul Frankeur, raggiungendo forse i maggiori risultati nei ruoli interpretati sotto la direzione del regista Gilles Grangier. 
Lavorò, ma più saltuariamente, anche sul palcoscenico tra il 1949 e il 1964. La sua ultima apparizione sul grande schermo fu in Apocalypse Now, nella versione Redux diretto da Francis Ford Coppola. Nell'ultimo periodo della sua vita apparve in alcuni serial televisivi di produzione francese, prima della morte avvenuta a Ginevra nel 1980, all'età di 63 anni. 
In diversi film venne accreditato come Frank Villar o Franck Villard; quest'ultimo da non confondersi con l'omonimo direttore d'orchestra e compositore francese, nato nel 1966.

## Filmografia
- L'ultimo dei sei (Le Dernier des six), regia di Georges Lacombe (1941)
- Cartacalha (Cartacalha, reine des gitans), regia de Léon Mathot (1942)
- Il fuoco sacro (Feu sacré), regia di Maurice Cloche (1942)
- Lo scrigno dei sogni (La Boîte aux rêves?, regia di Yves Allégret e Jean Choux (1945)
- L'Ennemi sans visage, regia di Maurice Cammage e Robert-Paul Dagan (1946)
- Le Mystérieux Monsieur Sylvain, regia di Jean Stelli (1947)
- Le Mariage de Ramuntcho, regia di Max de Vaucorbeil (1947)
- Fausse Identité, regia di André Chotin (1947)
- Le Cavalier de Croix-Mort, regia di Lucien Ganier-Raymond (1948)
- Les Souvenirs ne sont pas à vendre, regia di Robert Hennion (1948)
- IL segnale rosso (Le Signal rouge), regia di Ernst Neubach (1949)
- Gigi, regia di Jacqueline Audry (1949)
- Vient de paraître, regia di Jacques Houssin (1949)
- Intrighi di donne (Manèges), regia di Yves Allégret (1950)
- Minne, l'ingénue libertine, regia di Jacqueline Audry (1950)
- Fucilato all'alba (Fusillé à l'aube), regia di André Haguet (1950)
- Les Amants de Bras-Mort, regia di Marcello Pagliero (1951)
- La Belle Image, regia di Claude Heymann (1951)
- Avalanche, regia di Raymond Segard (1951)
- Ragazzo selvaggio (Le Garçon sauvage), regia di Jean Delannoy (1951)
- La nostra pelle (Le Cap de l'Espérance), regia di Raymond Bernard (1951)
- I sette peccati capitali (Les Sept Péchés capitaux), regia di Yves Allégret (1952), ep. La lussuria
- Wanda, la peccatrice, regia di Duilio Coletti (1952)
- La voce del silenzio, regia di Georg Wilhelm Pabst (1953)
- Mandat d'amener, regia di Pierre-Louis (1953)
- Nuits andalouses, regia di Maurice Cloche (1954)
- Il tradimento di Elena Marimon (Le Secret d'Hélène Marimon), regia di Henri Calef (1954)
- Huis clos, regia di Jacqueline Audry (1954)
- Boulevard du crime, regia di René Gaveau (1955)
- Ragazze d'oggi, regia di Luigi Zampa (1955)
- Les Indiscrètes de Raoul André (1956)
- Accusata di omicidio (Je plaide non coupable), regia di Edmond T. Gréville (1956)
- Beatrice Cenci, regia di Riccardo Freda (1956)
- Alerte au deuxième bureau, regia di Jean Stelli (1956)
- Soupçons, regia di Pierre Billon (1956)
- Contrabbando a Marsiglia (Deuxième bureau contre inconnu), regia di Jean Stelli (1957)
- I misteri di Parigi (Les Mystères de Paris), regia di Fernando Cerchio (1957)
- Sylviane de mes nuits, regia di Marcel Blistène (1957)
- La Violetera, regia di Luis-César Amadori (1958)
- Rapt au deuxième bureau, regia di Jean Stelli (1958)
- Énigme aux Folies Bergère, regia di Jean Mitry (1959)
- Minorenni bruciate (Détournement de mineures), regia di Walter Kapps (1959)
- Z32 operazione dinamite (Deuxième bureau contre terroristes), regia di Jean Stelli (1961)
- Il segreto dei barbari (Le Trésor des hommes bleus), regia di Edmond Agabra (1961)
- Il re dei falsari (Le Cave se rebiffe), regia di Gilles Grangier (1961)
- Un branco di vigliacchi (Bande de lâches), regia di Fabrizio Taglioni (1962)
- Il delitto non paga (Le crime ne paie pas), regia di Gérard Oury (1962)
- Quel nostro impossibile amore (La Bella Lola), regia di Alfonso Balcázar (1962)
- Gigò (Gigot), regia di Gene Kelly (1962)
- Il re delle corse (Le Gentleman d'Epsom), regia di Gilles Grangier (1962)
- No temas a la ley, regia di Víctor Merenda (1963)
- Mata-Hari, agente segreto H21 (Mata Hari, agent H21), regia di Jean-Louis Richard (1964)
- Quand passent les faisans, regia di Édouard Molinaro (1965)
- Per favore, chiudete le persiane (Les Bons vivants), regia di Gilles Grangier (1965)
- L'angelica avventuriera - Sole nero (Soleil noir), regia di Denys de La Patellière (1966)
- Conto alla rovescia (Compte à rebours), regia di Roger Pigaut (1971)
- Les enquêtes du commissaire Maigret, episodio Maigret et l'Indicateur, regia di Yves Allégret (1979) - serie TV
- Apocalypse Now (versione Redux), regia di Francis Ford Coppola (1979)

## Doppiatori italiani
- Emilio Cigoli in I sette peccati capitali, Wanda la peccatrice, Beatrice Cenci
- Renato Turi in Ragazze d'oro, Il re dei falsari
- Arnoldo Foà in La voce del silenzio

## Teatro
- Florence et le dentiste, regia di Jacques-Henri Duval, Théâtre du Vieux-Colombier (1949)
- La Robe mauve de Valentine di Françoise Sagan, regia di Yves Robert, Théâtre des Ambassadeurs (1963)
- La Robe mauve de Valentine di Françoise Sagan, regia di Yves Robert, Théâtre des Célestins (1964)